# Comuna Mîkilske, Svitlovodsk
Mîkilske (în ucraineană Микільське) este o comună în raionul Svitlovodsk, regiunea Kirovohrad, Ucraina, formată din satele Buhruvatka, Mîkilske (reședința) și Zolotarivka.

## Demografie
Componența lingvistică a comunei Mîkilske
     Rusă (75%)
     Ucraineană (24,23%)
     Alte limbi (0,15%)
Conform recensământului din 2001, majoritatea populației comunei Mîkilske era vorbitoare de rusă (75%), existând în minoritate și vorbitori de ucraineană (24,23%).